# Euxoa strigilis
Euxoa strigilis là một loài bướm đêm trong họ Noctuidae.